# Farská lípa
Farská lípa je památný strom ve vsi Strašice východně od Rokycan. Lípa velkolistá (Tilia platyphyllos) roste u čp. 1, na návrší nedaleko gotického kostela sv. Vavřince v nadmořské výšce 529 m. Obvod kmene stromu měří 416 cm a koruna dosahuje do výšky 20 m (měření 1984). V současnosti je strom obklopen křovím a malými stromky, pro které není celý vidět. Lípa byla chráněna je od roku 1985 pro svůj vzrůst, jako krajinná dominanta a součást památky, v květnu 2016 byla ochrana stromu zrušena.

## Stromy v okolí
- Peškův dub
- Hejkal